# Secondhand Orchestra

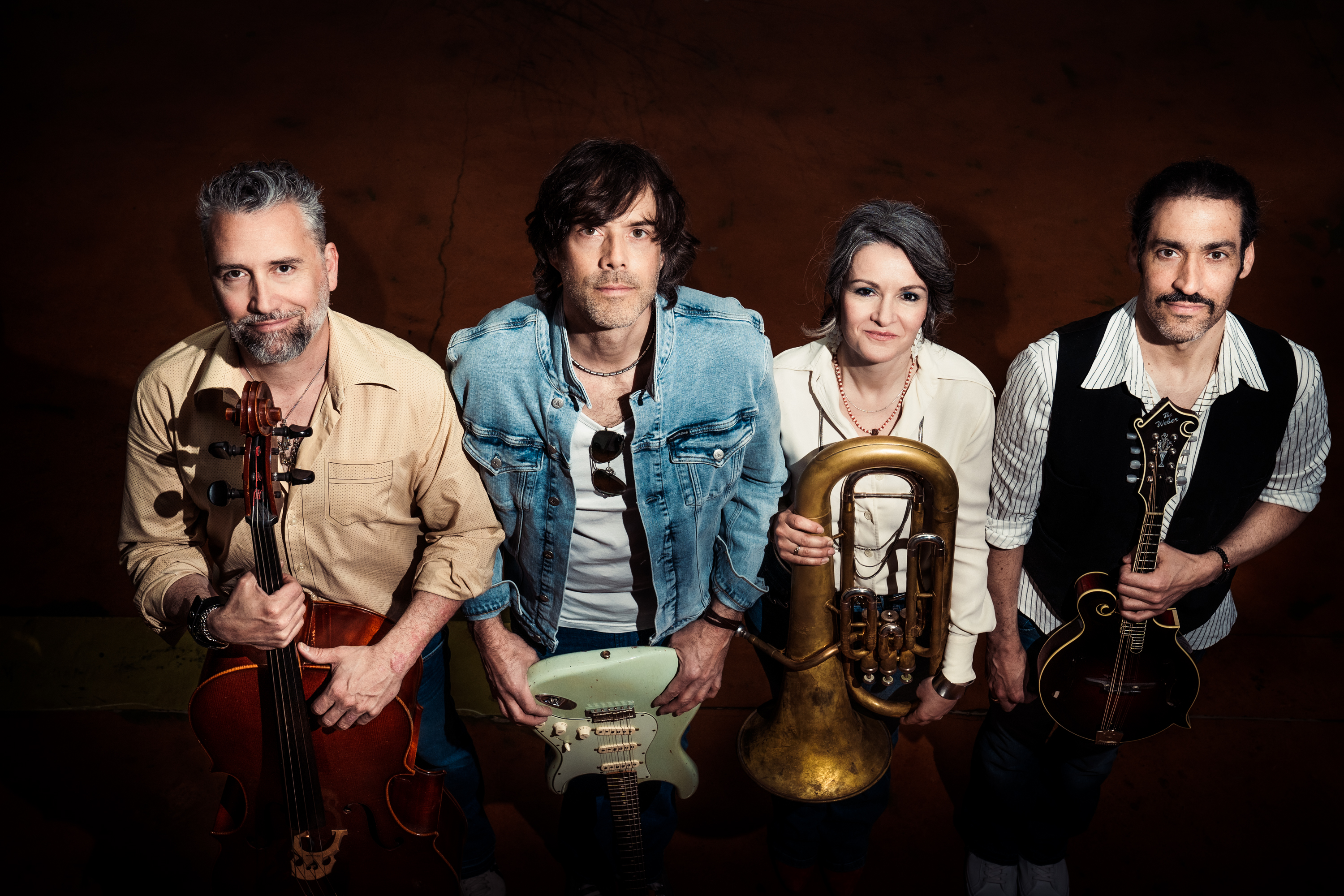
Pressefoto_Secondhand_Orchestra_2021

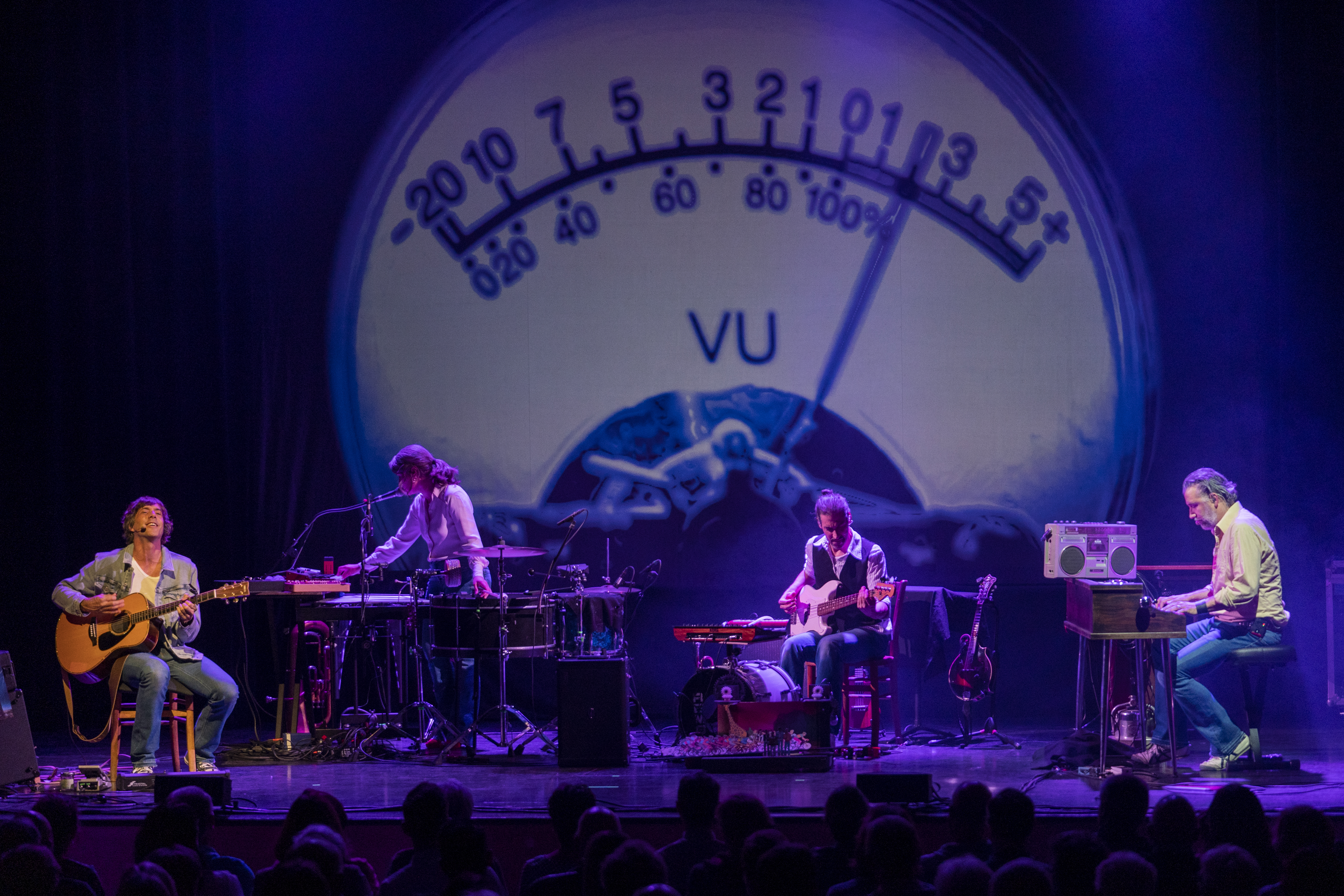
Live-Foto_Secondhand_Orchestra_2021

Das Secondhand Orchestra ist eine 2017 gegründete Schweizer Musik-Formation bestehend aus Roman Riklin, Daniel Schaub (Riklin & Schaub), Irene Brügger aka Frölein Da Capo und Adrian Stern. In ihren multimedialen Konzertinszenierungen zu Ehren internationaler Musiklegenden verweben sie eigene Songs mit Mundartversionen von internationalen Hits.

## Geschichte
Das Secondhand Orchestra wurde 2016 von Roman Riklin und Daniel Schaub gegründet mit dem Ziel anlässlich des 50-jährigen Jubiläums von Sgt. Pepper’s Lonely Hearts Club Band eine Mundartversion des Albums auf die Bühne zu bringen.
50 Jahre nach der Veröffentlichung des Beatles-Albums Sgt. Pepper’s Lonely Hearts Club Band gestalteten die vier Mundartkünstler 2017 den multimedialen Theaterabend Sgt. Pepper und liessen die Songs des Beatles-Klassikers mit schweizerdeutschen Texten und in überraschenden Arrangements neu aufleben. Die drei Live-Musiker und die Musikerin haben die Beatles-Hits mit eigenen, neuen Liedern und Beiträgen verwoben und die Radiolegende FM François Mürner hat mit audiovisuellen Beiträgen den Part des Chronisten übernommen, der es mit der Wahrheit nicht immer ganz genau nimmt. Die Tournee der Produktion wurde aufgrund des grossen Erfolgs mehrfach verlängert.
2021 feierte das Secondhand Orchestra Première mit Freddie – Die Mundartshow. In dieser multimedialen Konzertinszenierung zu Ehren von Freddie Mercury und anlässlich dessen 30. Todestags präsentierten die vier Multi-Instrumentalisten die wichtigsten Queen-Hits in parodistischen Mundart-Versionen und eigenständigen Arrangements. Auch in dieser Show wurden neben den Songs der Kultband Queen rund zehn zum Thema passende Eigenkompositionen eingebaut und François Mürner steuerte abermals audiovisuelle Einspieler bei. Das Secondhand Orchestra lüftete zudem mit seiner Interpretation des Songtextes von Bohemian Rhapsody das Geheimnis um die wahre Bedeutung des legendären Songs und zeigte auf, dass es sich dabei um den «grössten Coming-out-Song aller Zeiten» handelt. Die Produktion spielte eine ausgedehnte Sold-Out-Tour, erhielt den Swiss Comedy Award 2022 in der Kategorie Ensemble und spielte Anfang 2023 die letzten vier Shows der Wiederaufnahme im Theater 11 Zürich. 2023 wurde Freddie als beste Musiktheaterproduktion für den Prix Walo nominiert.
Im September 2024 brachte das Secondhand Orchestra seine dritte Konzertshow zur Uraufführung. Zu Ehren des Durchbruchs von Abba mit Waterloo vor 50 Jahren beweist die Crossover-Truppe mit Love – Das Mundart-Abba-Tribute, dass die schwedische Band für jede Situation unserer eigenen Liebesgeschichten den passenden Soundtrack bereithält.

## Stil
Die Shows des Secondhand Orchestra sind multimediale Konzertinszenierungen zu Ehren internationaler Musiklegenden. Dabei verweben die vier Bühnenkünstler eigene, oft kabarettistisch angehauchte Mundartsongs, die in assoziativem Zusammenhang mit den Originalwerken stehen, mit parodistischen Mundartversionen internationaler Hits. Immer wieder illustrieren die Musiker Songs, indem sie kleine Geschehnisse, Bastelarbeiten oder Pop-Up-Bücher etc. auf einem kleinen Tischchen mittels Live-Cam auf die grosse Leinwand übertragen.

## Werke
- Sgt. Pepper – Ein Mundartabend, Uraufführung: Theater am Hechtplatz, Zürich, 2017
- Freddie – Die Mundartshow, Uraufführung: Theater am Hechtplatz, Zürich, 2021
- Love – Das Mundart-Abba-Tribute, Uraufführung: Theater am Hechtplatz, Zürich, 2024

## Trivia
Mit «Stones statt Beatles» entwickelte das Secondhand Orchestra einen interaktiven Videoclip mit vier variierenden Enden, je nachdem wie die Betrachtenden mit dem Clip interagieren. Das war eine Innovation auf dem Schweizer Musik-Clip-Markt. 2022 veröffentlichte das Secondhand Orchestra die Eigenproduktion «Freddie – Eusi Songs» mit neun Eigenkompositionen aus der Bühnenproduktion «Freddie – Die Mundartshow» als Digital Release.
Das Secondhand Orchestra hatte sich mit dem parodistischen Sound- & Feelalike Abba-Song Feels like Abba offiziell für den ESC 2024 beworben. Zur Lancierung der neuen Konzertinszenierung präsentierte die Band diesen Song in der SRF-Sendung Late Night Switzerland.

## Auszeichnungen
- Nomination Prix Walo, Kategorie Beste Musiktheaterproduktion, Freddie – Die Mundartshow, 2023[11]
- Swiss Comedy Award, Kategorie Bestes Ensemble, Freddie – Die Mundartshow, 2022[12]